# Michael Wessing
Michael Wessing (Recklinghausen, 1952. augusztus 29. – Osnabrück, 2019. május 7.) Európa-bajnok német atléta, gerelyhajító, olimpikon.

## Pályafutása
Az 1974-es római Európa-bajnokságon a 14. helyen végzett gerelyhajításban. Az 1976-os montréali olimpián a kilencedik helyen végzett az NSZK színeiben. Az 1978-as prágai Európa-bajnokságon aranyérmes lett. Egyéni legjobbja 94,22 m volt amit 1978-ban ért el.

## Sikerei, díjai
- Szabadtéri Európa-bajnokság – gerelyhajítás
  - aranyérmes: 1978
- Nyugatnémet bajnokság
  - bajnok (6): 1975, 1976, 1977, 1978, 1979, 1980